# هوورلا
هووِرلا (اوکراینی: Говерла) یک کوه در غرب کشور اوکراین است.
این کوه با ۲٬۰۶۱ متر بلندترین نقطه کشور اوکراین محسوب می‌شود جزئی از کوه‌های کارپات است.

## نگارخانه

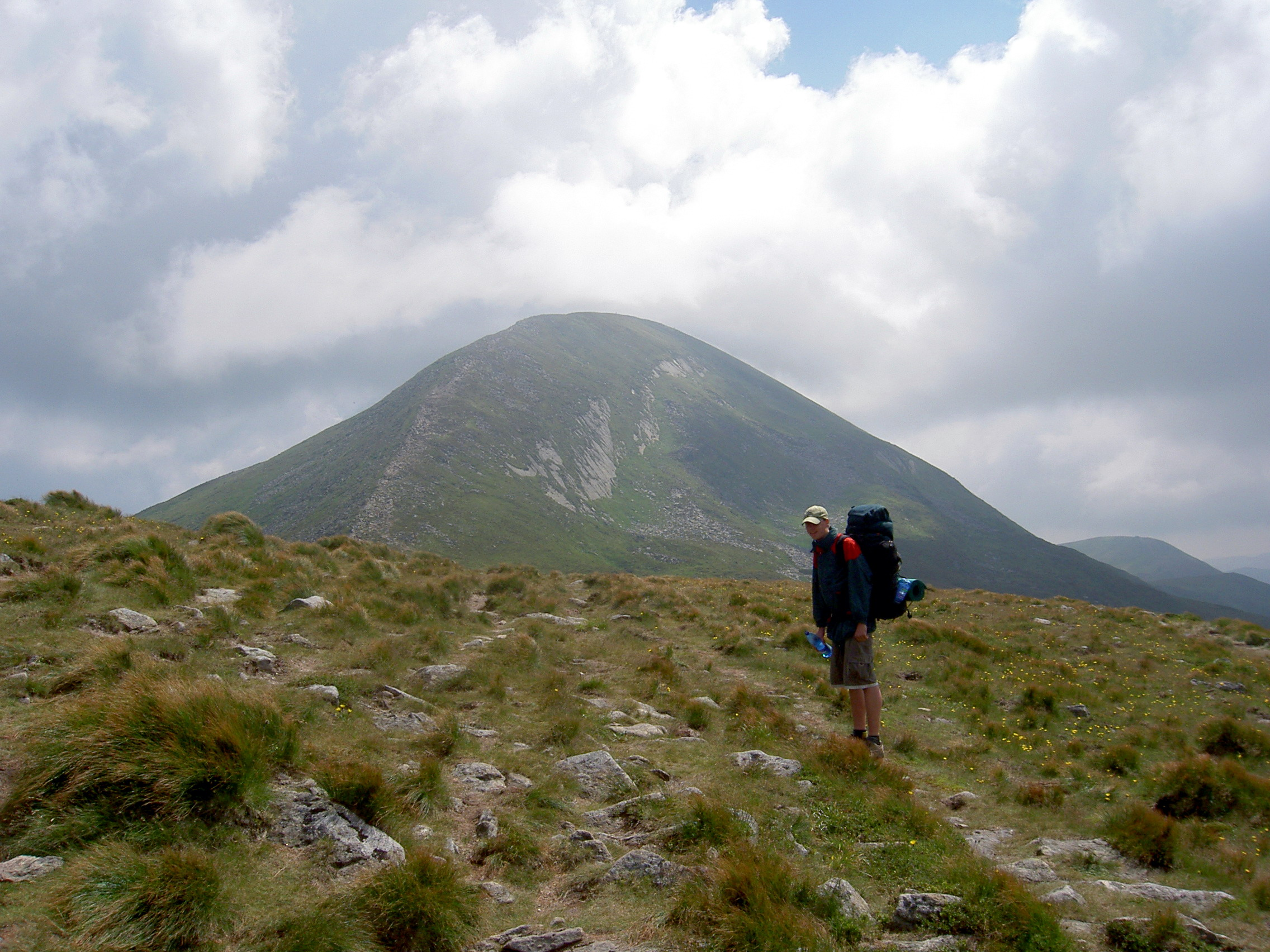
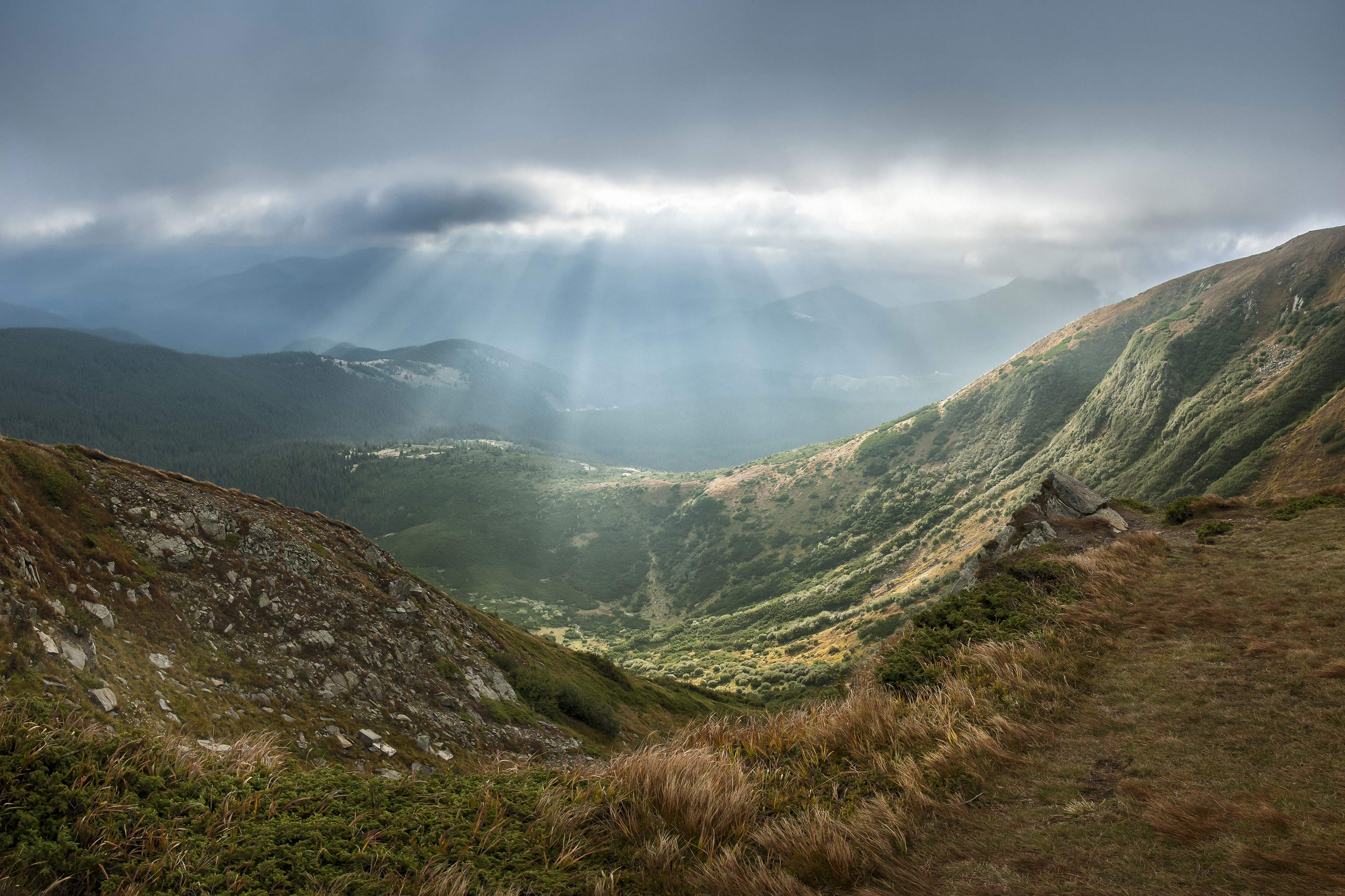